# Diospyros brassica
Diospyros brassica är en tvåhjärtbladig växtart som beskrevs av Frank White. Diospyros brassica ingår i släktet Diospyros och familjen Ebenaceae. Inga underarter finns listade i Catalogue of Life.